# Sybra donckieri
Sybra donckieri là một loài bọ cánh cứng trong họ Cerambycidae.